# Álvaro Cabanas
Álvaro Ignacio Cabanas García-Pertusa, más conocido como Álvaro Cabanas (Santander, 22 de abril de 1990), es un balonmanista español que juega como extremo derecho en el C. D. Agustinos Alicante de la Primera División Nacional de balonmano, la tercera categoría del balonmano español. Es hijo del también jugador de balonmano Javier Cabanas.
Debutó con la Selección de balonmano de España en el Torneo Internacional de balonmano de Polonia en el año 2015 debido a la lesión de Joan Saubich.

## Carrera
Nacido en Santander cuando su padre militaba en el G. D. Teka y criado en Alicante, Álvaro Cabanas comenzó su carrera en las categorías inferiores del Club Balonmano Maristas Alicante y en segundo año de juveniles se fue  al C. D. Agustinos de esa ciudad y jugó en el Calpisa. En 2008 fue fichado por el Club Balonmano Ademar León debido a que era considerado una joven promesa. Sin embargo, la mala situación económica del club leonés hizo que Cabanas dejase el club para fichar por el Club Balonmano Villa de Aranda.
En el club arandino jugó por dos temporadas, y en su última temporada promedió 5 goles por partido en los 30 partidos que disputó, motivo por el que fichó por el Club Balonmano Huesca en 2015. Su buen hacer con su club, le hizo ser convocado con la selección. En 2016, tras realizar una buena temporada, es fichado por el Club Balonmano Granollers.

## Clubes
- Club Deportivo Agustinos Alicante (-2008)
- Club Balonmano Ademar León (2008-2013)
- Club Balonmano Villa de Aranda (2013-2015)
- Club Balonmano Huesca (2015-2016)
- Club Balonmano Granollers (2016-2018)
- Club Balonmano Benidorm (2018-2020)
- Club Deportivo Agustinos Alicante (2020-)[12]